# Estación Cañadón Lagarto

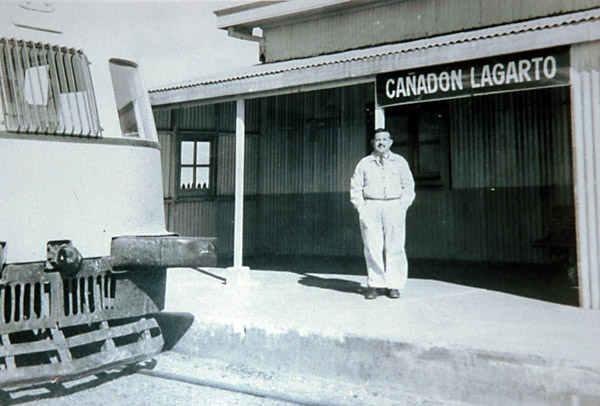
Vista de la estación con un ferroviario en funciones hacia 1950.

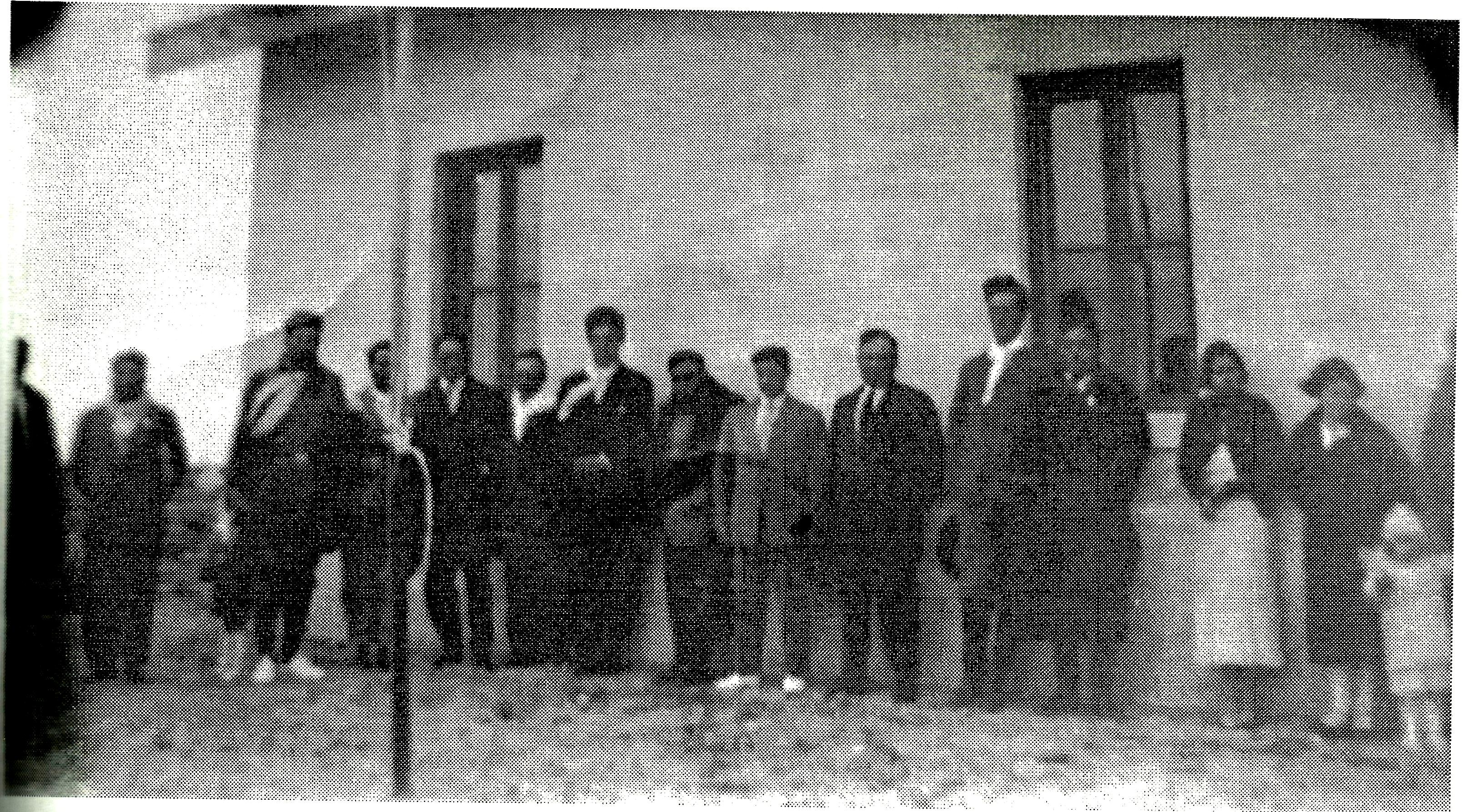
Vivienda de las cuadrillas ferroviarias usada como escuela. Aún se conserva en ruinas este edificio.

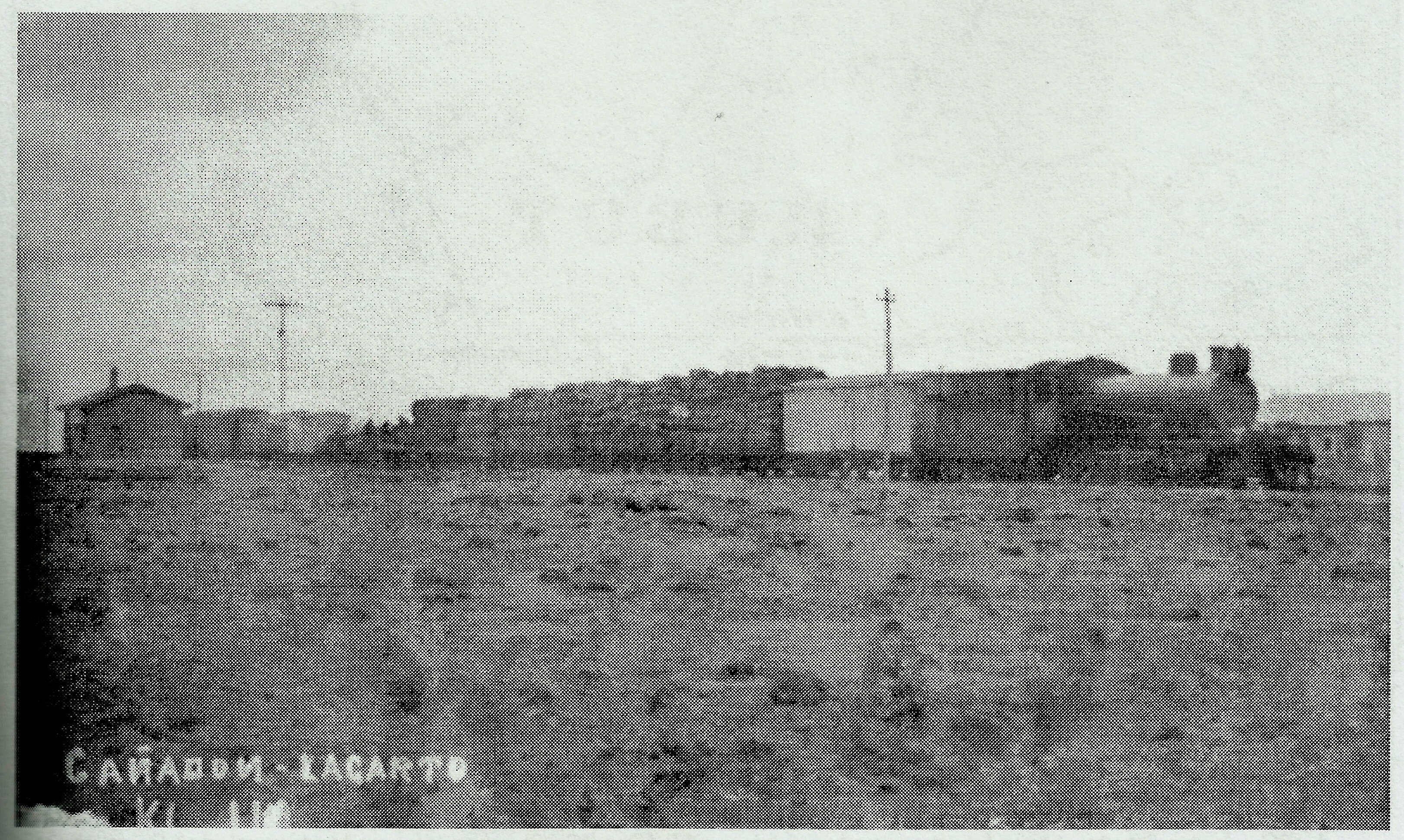
Convoy en Cañadón Lagarto. El posteo del teléfono-telégrafo ya estaba instalado.

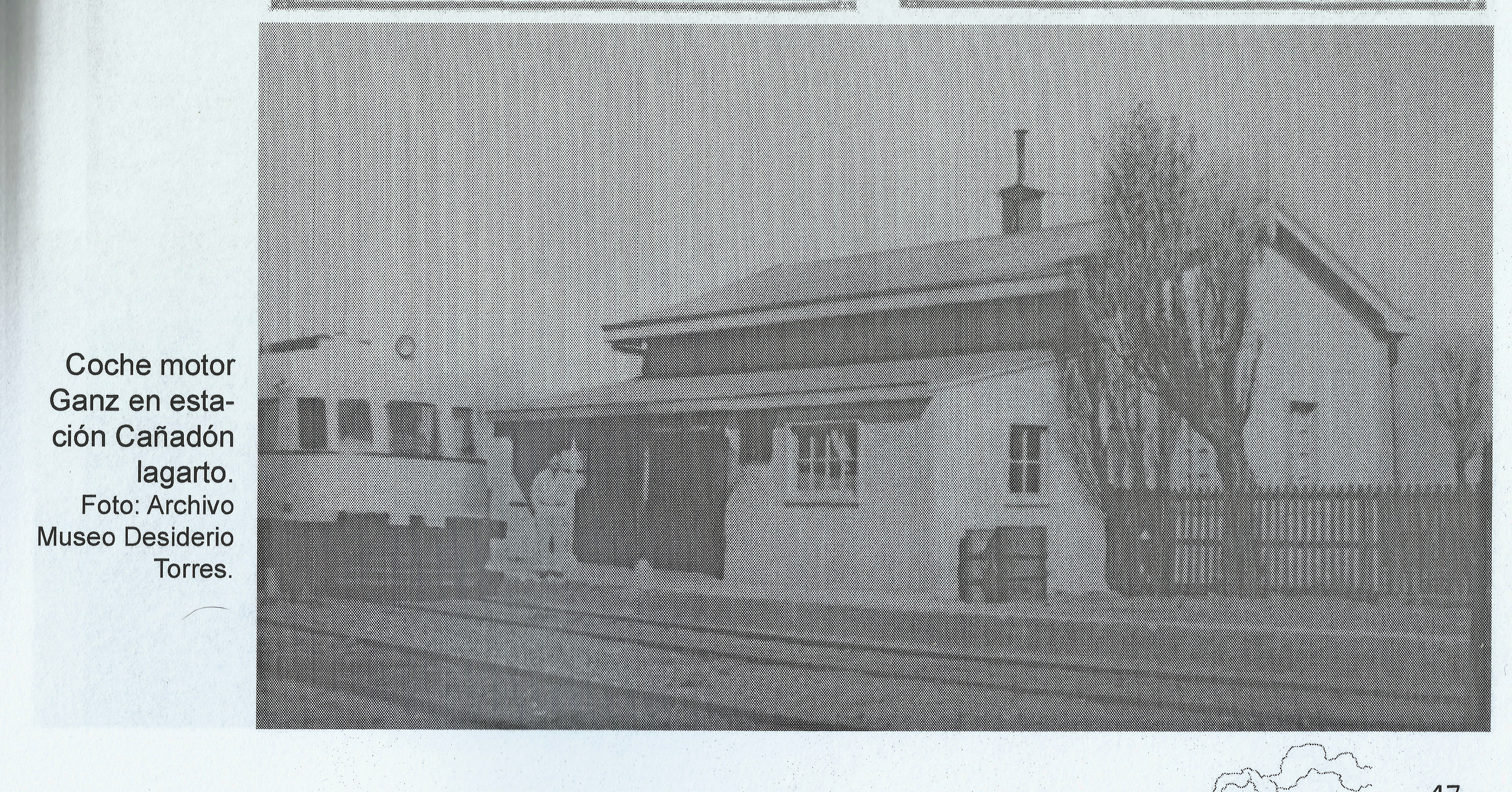
La estación luego de una remodelación recibiendo a un Ganz

Cañadón Lagarto era una estación ferroviaria del Ferrocarril de Comodoro Rivadavia que unía a esta localidad con Colonia Sarmiento, ambas en la provincia de Chubut (Argentina).En sus últimos años la decadencia que sufrió la llevó de ser una de las estaciones más completas del ferrocarril y con más movimientos, a convertirse en un embarcadero con pocos servicios y población a la que servir.

## Toponimia
Su nombre deriva del  sustantivo geográfico: cañadón y por el reptil saurio: lagarto: animal inofensivo y de utilidad para la agricultura, ya que se alimenta de insectos. En cambio, varios documentos como itinerarios e informes notan a la estación como C. Lagarto. Posiblemente esta forma de escribir el nombre de la localidad sea una referencia al habla de la población local que en la práctica afectó a estaciones vecinas como Comodoro Rivadavia, Puerto Deseado, Colonia Las Heras y Colonia Sarmiento. De las cuales Comodoro y Deseado son apodos actualmente; mientras que Las Heras y Sarmientos son los actuales nombres de dichas localidades. 

## Historia
La estación del ferrocarril fue inaugurada en el año 1911 y a partir de ese momento el pueblo inició su vida en ese momento como punta de riel. Con la llegada del tren el pueblo atrajo un gran movimiento de carreros que enviaban sus cargas hasta Comodoro.Se destacó en ese tiempo como único enclave urbano en toda la meseta de 780 m s. n. m. La creación oficial del pueblo ocurrió el día 12 de julio de 1921.
Para los años veinte el pueblo vivió su apogeo; fue así que en 1926 contó con alrededor de 250 habitantes. Llegó a contar con una infraestructura compuesta de 4 hoteles, 2 Almacenes de Ramos Generales, 2 panaderías, 2 carnicerías, una talabartería, 4 fondas, una fábrica de carros y 3 carpinterías. El pueblo vio su máximo desarrollo hacia 1930 como proveedor de la zona rural adyacente.
La localidad recibió un fuerte impulso gracias al ferrocarril, que con sus movimientos de cargas y pasajeros le dio a este pueblo una gran prosperidad, incluso compitiendo con la economía de la vecina Comodoro Rivadavia y superando a Sarmiento. Aunque próspero, Cañadón Lagarto estuvo lleno de violencia y crímenes, que en esta época eran difíciles de controlar. Hoy en día esto hace que su cementerio este lleno, en su mayoría, de asesinados.

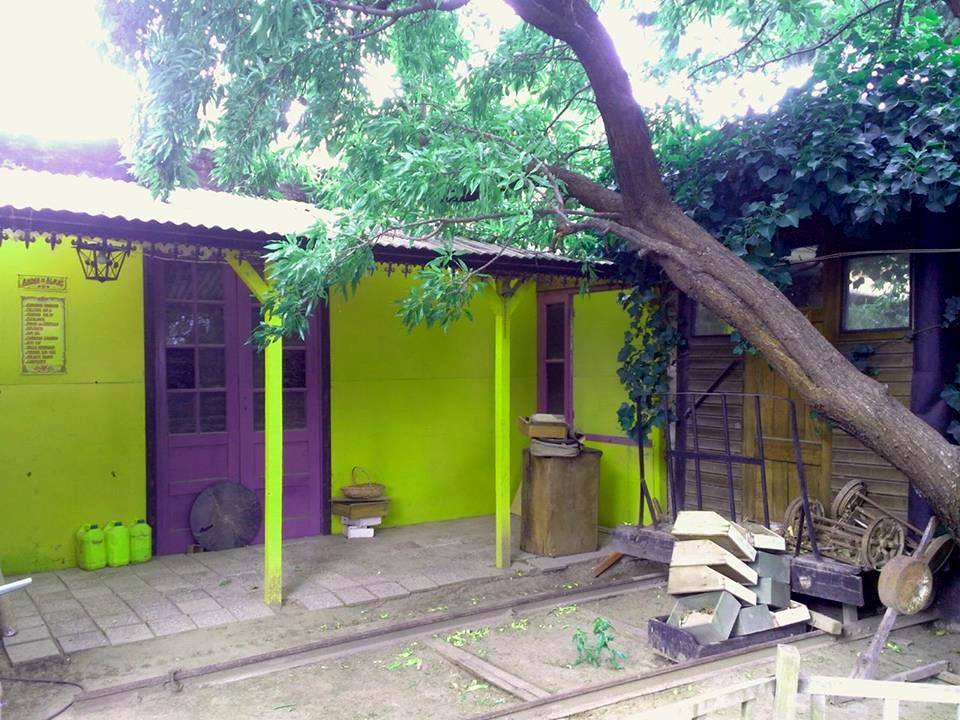
Recreación artística de la estación en el western Cañadón Lagarto en Comodoro

Su auge perduró hasta entrada la década de 1930, entrando finalmente en recesión su crecimiento en 1935 momento a partir del cual comienza a decaer raudamente.
Para la década de 1950 quedaba prácticamente sólo la estación y un solo boliche de ramos generales. Una de las últimas menciones oficiales como localidad se dio cuando fue contada entre las pocas localidades que el ferrocarril servía según la Gobernación Militar de Comodoro Rivadavia para inicio de los cincuenta. Para fines de los cincuenta ya era un páramo. 
Su despoblamiento fue un resultado combinado de la falta de inversión a lo largo del tiempo, lo que fue deteriorando progresivamente la calidad del servicio y por otra la falta de complementariedad en la planificación territorial, ya que el asfalto implicó una inútil superposición de funciones que paulatinamente fue comprometiendo las posibilidades del Ferrocarril. Por ende, se incurrió en una ausencia de capacidad de planeamiento estratégico que trajo aparejado que pueblos pujantes como este desaparecieran antes que el cierre del ferrocarril.
Finalmente, para 1957 se informó que el pueblo no contaba ya con habitantes o eran poco significativos para los registros censales.
La década de 1960 ya vio a un Cañadón Lagarto totalmente despoblado. La sentencia de muerte definitiva para todo el lugar llegó con la clausura del ferrocarril en 1978, cuando el lugar cae en completo abandono. A partir de allí en los sucesivos años se desmantela su estación, se vandaliza lo último que queda y se desguazan las vías para 2005.
Para los años 1990 las estaciones y apeaderos del ferrocarril tenían sus instalaciones aun conservadas. Cada punto del ferrocarril tenía caminos y eran de fácil acceso. A pesar de estar en tierras privadas eran accesibles. Todos estos puntos se constituían como museos a cielo abierto; que gracias a sus basureros históricos daban muestras de cómo era la vida cotidiana en los pueblos del ramal. De todos los pueblos que tuvo este ferrocarril, Cañadón Lagarto era el que más basura histórica tenía. Gracias a su tamaño y población que tuvo el pueblo, se podía encontrar diversas antigüedades. Lamentablemente, la industria petrolera alteró las condiciones y el más grande de los basurales históricos se fue perdiendo. El golpe que terminó de devastar a la historia de gracia de este y la mayoría de estos lugares históricos del ferrocarril vino con el levantamiento ordenado por Das Neves en 2006.
Hoy en día la zona se halla muy deteriorada. Sólo queda en pie el antiguo edificio de las cuadrillas del ferrocarril, un aljibe ferroviario en ruinas y el cementerio, donde se cuentan aproximadamente 50 tumbas con sus lápidas lavadas por el viento.
Aunque su acceso es difícil por estar en terrenos privados y la cantidad de caminos petroleros, existe un camino que es casi un laberinto al confundirse con un sinnúmero de sendas estrechas. Actualmente se halla destruida por el paso del tiempo y el desguace vandálico que particulares le infringieron ante el abandono de la localidad. El pueblo volvió a la memoria con el trabajo del Licenciado Aguado, que con su investigación plasmada en el libro "Cañadón Lagarto. 1911- 1935. Un Pueblo Patagónico de Leyenda, Sacrificio y Muerte", reconstruyó la historia del poblado y lo dio a conocer a las nuevas generaciones.
A pesar de llevar casi un siglo sin pobladores la zona que rodea a lo que fuera la estación y el poblado continúan llamándose Cañadón Lagarto. Esto se debe a que Cañadón Lagarto integra la sección E del yacimiento cercano a Sarmiento. De este modo, todo lo que fue el pueblo es conocido como un área petrolera en producción con su nombre original.

## Funcionamiento

### Itinerarios históricos
El análisis de itinerarios de horarios lo largo del tiempo confirman que fue una estación de importancia parando el tren siempre aquí.
El primer informe de horario publicado en 1920 con datos vigentes desde enero de 1918 expuso que trenes mixtos partían los lunes y jueves desde Comodoro a las 8:00 horas, pasando por Cañadón Lagarto a las 13:25 y arribando 16:30 a Sarmiento. Mientras que el regreso era los martes y viernes desde Sarmiento a las 8:00 horas, visitando Cañadón Lagarto 11:35, con arribo a Comodoro a las 15:50. Por otra parte, para arribar a km 96 se precisaban 25 minutos y para llegar a km 117 20 minutos. Por otro lado, Cañadón Lagarto tenía el mayor tiempo de permanencia de las formaciones en su andén. De este modo, los trenes pasaban media hora en el viaje de vuelta hacia Comodoro quizás por el intenso movimiento que generaba la estación en este tiempo. Como dato llamativo, la estación fue llamada C. Lagarto y era una sección de cobros del tarifario del ferrocarril.
En 1928 el ferrocarril realizaba 2 viajes los lunes y jueves. El tren mixto a vapor arribaba Cañadón Lagarto, tras partir de Comodoro Rivadavia a las 9, a las 14 horas. Estaba separada de km 96 por pocos kilómetros y de km 117 por otra corta distancia que era cubierta en 20 minutos.
En 1930 la situación no varió respecto al itinerario de 1928.
El itinerario de 1934 brindó información de la sección del servicio suburbano que era ejecutado por trenes mixtos los días lunes y jueves junto con el viaje a Sarmiento. El viaje a vapor tuvo mejorías en los tiempos en general. Partía a las 9 de Comodoro para arribar a Sarmiento 16:50. En tanto, la vuelta se producía los días miércoles y sábados desde las 9 con arribo a estación Comodoro a las 16:35. El tren alcanzaba este punto a las 13:47. Mientras que la distancia con km 96 se hacía en 25 minutos y para arribar a km 117 se requerían 15 minutos.
Para el itinerario de 1936 arrojó el único cambio significativo: la reducción de días de servicio, pasando a solo los lunes para regresar desde Sarmiento el miércoles.  
Desde 1938 el itinerario expuso por primera vez una extensa red servicio suburbano que recorría la zona norte de Comodoro. Gracias a las últimas mejoras que recibió el ferrocarril, con la incorporación de ferrobuses, se logró que el servicio de pasajero y cargas ligeras reciba la mejora en el tiempo del trayecto que pasó de casi 8 hs a alrededor de 4 hs. Gracias a la nueva tecnología, partiendo desde estación matriz a las 16:30,  se pudo alcanzar este punto a las 18:52. En cuanto a las distancias con los puntos vecinos se cubrían en 7 minutos a km 117 y en 14 minutos con Km 96. Los días de servicios fueron ampliados y ejecutados los lunes, miércoles y viernes partiendo desde Sarmiento a las 7:45 para arribar a Comodoro a las 11:11, para luego volver a salir desde Comodoro a las 16:30 y arribar a Sarmiento a las 20:35. También, en cuanto a las tarifas las mismas estaban divididas en secciones. La primera sección correspondía hasta Talleres, la segunda se cobraba hasta Escalante, la tercera hasta Pampa del Castillo y la cuarta a Holdich y la quinta hasta esta estación. El precio hasta este punto era de $9.35 en primera clase y de $5.30 en segunda.
El itinerario de Ferrocarriles del Estado del 15 de diciembre de 1940. Todos los viajes de todas las líneas pasaron a operarse con ferrobuses. El viaje principal partía los domingos desde Comodoro a las 7:08, pasando por este punto a las 9:24 y arribando a Sarmiento a las 10:45; mientras que había otro viaje que partía todos los días menos domingos desde las 16:30, paso por este punto a las 18:50 y llegada a Sarmiento a las 20:25. En tanto, el viaje desde Sarmiento se producía los domingos desde las 17:45 con arribo a Comodoro a las 20:58; mientras que el viaje que corría todos los días menos domingos lo hacía desde las 7:45 con llegada a las 11:11 a Comodoro. A pesar de que Cañadón Lagarto ya estaba casi sin población la estación se mantuvo activa. Por último, el documento se refirió a este elemento como Cañadón Lagarto y con edificación erigida a la izquierda de la vía.
El itinerario de trenes de 1946 hizo alusión detallada a los servicios del ferrocarril. Las condiciones siguieron iguales en el viaje de larga distancia para pasajeros como en el itinerario anterior. La novedad de este informe fue que la estación empezó a figurar como parada optativa de los servicios ferroviarios de pasajeros. De este modo, el ferrobús solo se detenía en Cañadón Lagarto si habían pasajeros a servir. La merma se debió a que la localidad estaba ya casi deshabitada. El itinerario realizó también la descripción del servicio de cargas a Sarmiento. Este se ejecutaba en forma condicional los lunes, miércoles y viernes. El viaje se hacía con un formación a vapor y partía desde Talleres a las 9:40 para llegar a destino a las 17:40. El tren arribaba, con parada obligatoria, a Cañadón Lagarto a las 14:30 para volver a salir a las 14:35. Para comunicar la distancia que existía con km 117 al tren le tomaba 15 minutos, mientras que para unirse con km 96 se requerían 25 minutos. En este documento este punto fue llamado: Cañadón Lagarto (D.C).
El mismo itinerario de 1946 fue presentado por otra editorial y en el se hace mención menos detallada de los servicios de pasajeros de este ferrocarril. En el documento se aclaró que la mayoría de los ferrobuses pararían en puntos adicionales que los pasajeros solicitaran para ascender o descender. Las tarifas se cobraban desde o hasta la estación más próxima anterior o posterior. Las mismas mantuvieron los valores y secciones de 1938. En este documento este punto fue llamado: Cañadón Lagarto a secas, diferenciándose del itinerario homónimo.
El 10 de diciembre de 1948 fue presentado un itinerario que no representó grandes variaciones respecto del presentado en 1946. Sin embargo, la gran diferencia con el anterior documento estuvo en el viaje de cargas que recorría la línea completa desde Comodoro a Sarmiento; y no partía desde Talleres como en el itinerario anterior. De este modo, el viaje de cargas partía sin un día estipulado, en forma condicional desde Comodoro a las 9:30, paso por este punto a las 14:30 y arribo a Sarmiento a las 18:05. En tanto, la vuelta desde Sarmiento se producía desde las 10:20 con arribo a estación Comodoro a las 20:25. Por otro lado, el viaje de pasajeros operado por los ferrobuses a Sarmiento desde las 7hs siguió mostró la sería retracción desde Estación Pampa del Castillo hasta Sarmiento todos los puntos se mostraron como paradas optativas. Sin embargo, en el otro viaje que partía desde las 9 hs la cantidad de elementos optativos era sensiblemente menor. Por último, el itinerario se refirió a este punto como Cañadón Lagarto (D.C.).
Por último una sección del informe de horarios de noviembre de 1955 describió el servicio suburbano. En ella se detalló este servicio que poseía puntas de rieles en COMFEPET, km 27 y km 20. Pasando a ser Diadema punta de riel del servicio suburbano que iba hasta Escalante, estación que dejó de ser visitada frecuentemente en favor de Diadema.
De este modo, por el truncamiento de la línea a Escalante este punto ya no fue mencionado y visitado. No obstante, pese a perder Escalante el servicio suburbano; el ferrocarril ideó en los domingos un viaje especial. El mismo tuvo el carácter de recreo y trató de mantener turismo en diferentes puntos de la línea. El ferrobús partía el domingo a las 6:00 de Comodoro, arribaba a esta estación 8:44 como parada opcional, y finalizaba en Sarmiento a las 10:000 horas. En el mismo día, se emprendía el regreso desde Sarmiento a partir de las 17:30. Esto daba lugar que los visitantes permanecieran buena parte del día disfrutando en los diferentes destinos seleccionados. El regreso a este punto era a las 19:11, pudiendo disfrutar de toda una jornada en esta estación como en otros puntos del ferrocarril. Asimismo, el viaje del domingo, llamativamente, arrojó que la única estación que tuvo parada obligatoria de los servicios ferroviarios de pasajero en el tendido desde Diadema a Sarmiento, fue Cañadón Lagarto. En los otros 3 viajes: lunes, viernes y uno sin especificar por ser diario o condicional quizás; el ferrobús siguió considerando esta estación como parada obligatoria en todos sus servicios. De este, la estación recuperó en los últimos años del ferrocarril su visita obligatoria. Además, el itinerario mostró que el servicio de pasajero y cargas empeoran levemente los tiempos. Los ferrobuses alcanzaban este punto en 2:44 minutos. El viaje tardaba 9 minutos en unir esta estación con la vecina parada de km 117 y 19 minutos con km 96, con un ligero empeoramiento de los tiempos.
En todos los informes la estación es llamada Cañadón Lagarto. La estación era un punto reconocido en la mayoría de los diferentes mapas del ferrocarril.

### Registro de boletos
Una extensa colección de boletos confirma a Cañadón Lagarto como punto concurrido. En dichos boletos figura como C. Lagarto (desvío).

## Infraestructura
Su altura de 681,91 sobre el nivel del mar la coloca entre las más altas del ferrocarril de Comodoro. Estar tan cercana de la cima de la Meseta patagónica le trajo problemas por las intensas nevadas que recibe la zona en invierno y otoño. Su acceso es difícil por estar en terrenos privados y la cantidad de caminos petroleros.
La estación se ubicaba en el kilómetro 109,9 de la vía férrea.
El equipamiento de esta estación es descripto en dos documentos. El primero es el itinerario de 1934; en el se señala que tenía un apartadero de 820 metros de largo, de los más amplios del ferrocarril por la magnitud de su actividad.A esto se le sumó una casa de peones y un galpón. En sus primeros años de vida la estación gozó de todos los servicios del ferrocarril.
Posteriormente, se realizó un informe en 1958. En este documento se mostró evidente merma, clasificándola como embarcadero para pasajeros y carga. Recibía y despachaba hacienda con previo arreglo únicamente. Poseía un apartadero de 820 m. Además, tenía una vivienda para peones ferroviarios de material junto con un aljibe para abastecer de agua a ambas construcciones. La caseta para las cuadrillas conste de una vivienda de material para el personal ferroviario de Vías y Obras. Fue edificada de espaldas al viento, con dos habitaciones amplias y dos menores a los lados. Se pueden encontrar otras idénticas con diferente conservación en las estaciones Escalante, Holdich, Valle Hermoso, Parada km 162, Sarmiento y Colhué Huapi.
Las únicas edificaciones que sobreviven son el andén de la estación, la vivienda de las cuadrillas y el aljibe; ambos en ruinas y en pie aún.

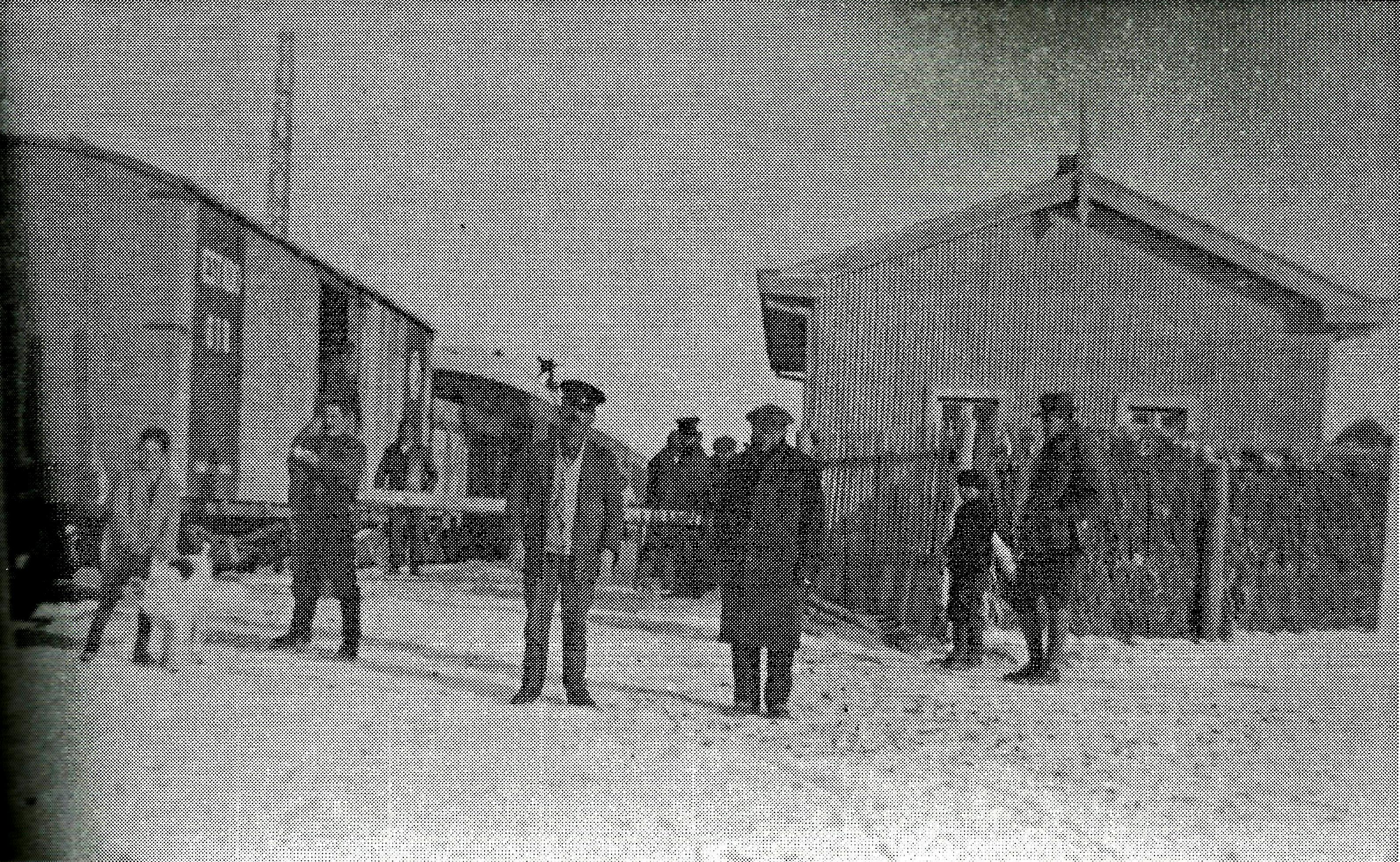
Cañadón Lagarto en intensa actividad. Nótese atrás la señal ferroviaria.